# Pseudomyrmex triplarinus
La hormiga varasanta (Pseudomyrmex triplarinus) es una especie de hormiga (familia Formicidae). Vive en las regiones tropicales de América del Sur en los árboles del género Triplaris (T. americana, T. cumingiama, T. felipensis), con los cuales mantiene una relación mutualista. Se caracteriza por atacar a cualquier animal que se acerque al árbol en que vive y por la manera como destruye la vegetación de sus alrededores.
Las obreras miden entre 8 y 9 mm de longitud, con la cabeza entre 1,03 mm y 1,46 mm de largo por 1 mm a 1,41 mm de ancho, las reinas son algo mayores, con longitud de la cabeza entre 1,46 mm y 1,6 mm. Las patas son relativamente largas con respecto a las demás hormigas de su género.
Es pariente muy cercana de las especies P. mordax de Centroamérica y norte de Colombia, cuyas patas son más cortas; de P. dendroicus de la Orinoquia y la Amazonia, cuyas reinas son bastante grandes; y P. triplaridis de las Guayanas y el norte de Brasil, que es más pequeña, especies las cuales también viven en árboles Triplaris y son designadas también como hormigas varasanta.
Su veneno está siendo experimentado para tratar la artritis reumatoide.